# Oguri Tadamasa

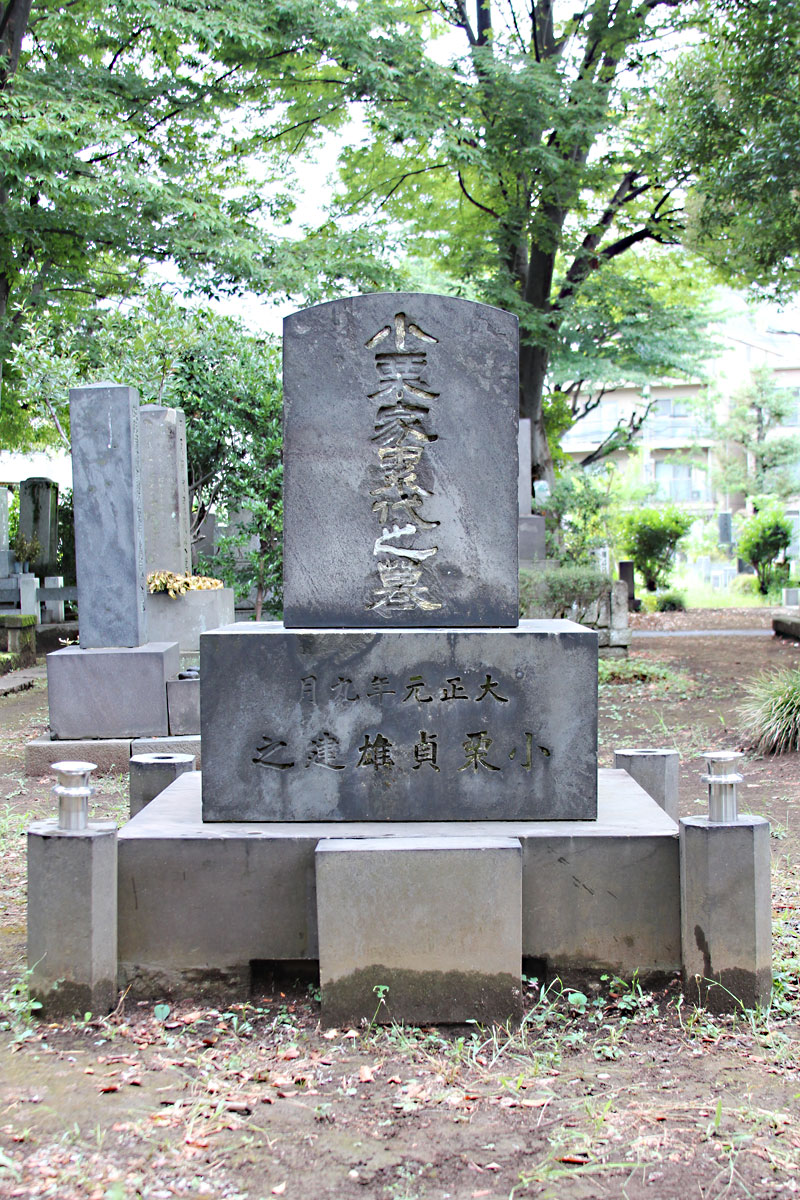
Tombe d'Oguri Tadamasa.

Oguri Tadamasa est un nom japonais traditionnel ; le nom de famille (ou le nom d'école), Oguri, précède donc le prénom (ou le nom d'artiste).
Oguri Tadamasa (小栗忠順) (16 juillet 1827 - 27 mai 1868) est un homme d'État japonais du shogunat Tokugawa souvent considéré comme le rival de Katsu Kaishū. À la fin de l'époque d'Edo, alors que le pouvoir du shogunat d'affaiblit, il occupe par deux fois le poste de magistrat des finances, et une fois celui de magistrat des affaires étrangères. De plus, il lance la construction du premier arsenal moderne du Japon, l'arsenal naval de Yokosuka, une décision qui contribue à la restauration de Meiji.

## Biographie
Né à Edo en 1827, Oguri est le premier fils d'un hatamoto. À 7 ans, il commence à étudier la civilisation chinoise auprès d'Asaka Gonsai, le kenjutsu de Toranosuke Shimada, le ju-jitsu de Suketaro Kubota, et le tir de Kazue Tatuki. À 14 ans, il conseille au daimyo du domaine de Harima que le Japon devrait construire plus de navires et rattraper son retard économique vis-à-vis des pays occidentaux, une idée qu'il a eue auprès de Keinosuke Yuuki. Le daimyo apprécie ce jeune garçon et désire le marier à sa fille Michiko. Oguri est nommé à un poste au château d'Edo à 17 ans. Cette promotion est dû à son habileté dans les arts martiaux. Il épouse finalement la fille du daimyo à 21 ans. Vers 30 ans, il devient un proche d'Ii Naosuke.
En 1854, lorsque les navires noirs entrent dans le port d'Uraga, le shogunat Tokugawa est contraint de prendre des mesures contre les pressions des puissances occidentales. Il envoie des missions aux États-Unis en 1860, et Oguri en est l'un des superviseurs grâce aux recommandations de Ii qui souhaite de plus le préserver de troubles politiques en cours contre la faction d'Abe Masahiro.
À son arrivée aux États-Unis, Oguri prend conscience de l'immense retard du Japon. À Washington, il visite un chantier naval et est convaincu que la puissance américaine vient de là. Les missions sont en outre très bien accueillies par les Américains et les journaux nomment Oguri comme le « plus chevaleresque des Japonais » en raison de sa politesse et de ses habits traditionnels japonais.
En novembre 1860, peu après son retour au Japon, il est nommé magistrat des affaires étrangères (gaikoku bugyō). Cependant, il démissionne de ce poste en septembre 1861 parce qu'il ne supporte pas d'avoir dû demander l'aide de la marine britannique lors de l'incident de Tsushima lorsque les Russes ont envahi l'île japonaise.
En juin 1862, le gouvernement nomme Oguri au poste de magistrat des finances (kanjō-bugyō). Il engage une réduction des dépenses de façon assez particulière, en donnant la priorité à toutes les tâches. Il économise beaucoup des affaires négligeables, et peu des affaires importantes. Cette façon de faire est totalement différente des autres administrateurs qui essaient d'économiser de l'argent de façon égale sur toutes les tâches. Sa politique s'avère efficace et lui fait beaucoup d'ennemis.
En décembre, il est nommé magistrat de la marine de guerre (gunkan-bugyō). Il en profite pour enfin lancer la construction d'un chantier naval. Il demande tout d'abord une aide technologique aux Néerlandais (les seuls Occidentaux autorisés à commercer au Japon durant l'époque d'Edo), mais se la voit refuser. Il demande alors aux Français, après que la France ait ouvert des relations officielles avec le Japon, qui acceptent. Le projet de construction d'un chantier naval demande un budget considérable et beaucoup de politiciens s'opposent au plan d'Oguri qui déclare « Puisque le shogunat Tokugawa a ses propres navires, il doit avoir un endroit où les réparer ». Sa suggestion est finalement acceptée en 1865 et la construction commence le 27 septembre. Après l'acceptation, il démissionne de son poste en déclarant avoir agi pour le bien du Japon.
En octobre, cinq mois après la nomination d'Oguri au poste de magistrat des Finances, le dernier shogun Tokugawa Yoshinobu redonne ses pouvoirs politiques à l'empereur. En janvier 1866, la guerre de Boshin éclate dans les environs de Kyoto, alors capitale du Japon. Yoshinobu retourne au château d'Edo sans exprimer de volonté de se battre. Cependant, à la différence de son seigneur, Oguri affirme qu'ils résisteront à la nouvelle armée de l'empereur et suggère des attaques surprises. Yoshinobu est irrité par son attitude agressive et le démet de son poste de magistrat des Finances. Découragé, Oguri décide de partir vivre au village de Joshu Gonda le 28 février.
En avril, l'armée du nouveau gouvernement de Meiji atteint le village de Gonda et accuse Oguri de s'y cacher pour préparer une rébellion. Bien que cette accusation soit fausse, Oguri se présente à elle afin d'éviter des dommages au village. Il est exécuté par décapitation, sans protestations de sa part, le 6 avril à 40 ans. À Takasaki dans la préfecture de Gunma sera inauguré un monument à sa mémoire où est inscrit « Le grand homme Oguri Tadamasa, innocent des accusations à son encontre, a été exécuté ici ».
Trois ans après sa mort, en 1871, l'arsenal naval de Yokosuka est achevé et est toujours en activité aujourd'hui.

## Citation sur Oguri Tadamasa
- Tōgō Heihachirō
- « Grâce au chantier naval qu'Oguri a établi, nous avons pu gagner cette guerre. » (la guerre russo-japonaise)

- Ōkuma Shigenobu
  - « Je pense que toutes les réformes du gouvernement de Meiji sont basées sur des idées d'Oguri. »

- Shimazaki Tōson
- « Normalement, les personnes tentent de fuir une maison corrompue. Cependant, Oguri a été suffisamment noble pour être resté dans une maison qui s'effondrait, et a travaillé pour les générations futures. » (La maison citée désigne le shogunat Tokugawa.)

- Shiba Ryōtarō
- « Il est l'un des pères de Meiji. »